# Pramana (tijdschrift)
Pramana is een Indiaas, aan collegiale toetsing onderworpen open access wetenschappelijk tijdschrift op het gebied van de natuurkunde.
Het wordt uitgegeven door Indian Academy of Sciences en verschijnt maandelijks. Het eerste nummer verscheen in 1973.